# Качи (водохранилище)
Качи (исп. Lago de Cachí) — водохранилище в центральной части Коста-Рики, находится к востоку-юго-востоку от Картаго в провинции Картаго на реке Ревентасон.
Построенное в 1970-х годах, водохранилище стало одним из гидроэлектрических проектов в Коста-Рике. Мощность гидроэлектростанции — 102 МВт (три блока по 34 МВт каждый). Блоки были введены в эксплуатацию в 1966, 1967 и 1978 годах. Станция находится в ведении Национального Института Электричества (Instituto Costarricense de Electricidad) (по другим данным — 160 МВт).

## География
Плотина водохранилища находится недалеко от деревни Ухаррас в среднем течении реки Ревентасон в долине Ухаррас. Расположено на высот 980 метров над уровнем моря.
Годовое количество осадков в бассейне реки варьируется от 1200 до 1800 миллиметров. Среднегодовой приток воды в водохранилище составляет 104 м³/с.
Площадь поверхности водохранилища — 323,6 га, объём — 54 млн м³, длина — 6 км, максимальная глубина — 68,5 м. Шестьдесят процентов водосбора водохранилища занято лесами, остальное — сельскохозяйственные угодья.

## Арочная плотина Качи
Плотина Качи представляет собой тонкую двухарочную бетонную конструкцию (считается одной из самых тонких таких плотин в мире), высотой 76 м и длиной 184 м.